# Dov'è (software)
Dov'è è un'applicazione fornita da Apple, che permette di geolocalizzare il proprio iPhone, iPad o Mac. È utile in caso di furto o smarrimento, perché traccia la posizione del proprio dispositivo o del proprio computer su una mappa.
Apple ha combinato Trova il mio iPhone e Trova i miei amici in un'unica app ora chiamata Dov'è.
I sistemi operativi con cui è compatibile l'applicazione sono iOS, iPadOS, macOS, watchOS e con i dispositivi come gli AirPods.
L'app Dov'è può essere scaricata gratuitamente dall'App Store.

## Panoramica
L'app Dov'è permette all'utente di localizzare il proprio dispositivo Apple.
Come spiegato da Apple, le funzioni disponibili sono le seguenti:
- Visualizza la posizione su una mappa
- Riproduci un suono
- Contrassegna come smarrito (Modalità smarrito)
- Inizializza da remoto
- Notifica quando trovato
- Avvisami quando mi allontano

## Funzioni
Le tre azioni principali attivabili nell'app sono:
- Riproduci suono: fa riprodurre un suono al dispositivo al massimo volume anche se questo è silenziato. È utile se si sa che il dispositivo si trova nei paraggi, dato che è l'equivalente di chiamare il proprio cellulare usando un altro cellulare.
- Modalità smarrito: contrassegna il dispositivo come perso o rubato, permettendo all'utente di bloccarlo con un codice. Se il dispositivo è un iPhone e qualcuno lo trova, possono chiamare direttamente il proprietario dal telefono.
- Cancella iPhone: elimina definitivamente tutti i contenuti e le impostazioni del dispositivo. È utile quando il telefono contiene informazioni importanti, però il dispositivo non potrà più essere ritrovato dopo la cancellazione dei contenuti. Alla fine della cancellazione dei dati, il dispositivo sarà bloccato e inutilizzabile, rendendo impossibile una sua rivendita.

## Storia
Il 19 settembre 2019 Apple presenta al WWDC Dov'è (a partire dalla versione iOS 13, iPadOS 13 e macOS Catalina).
È possibile condividere notifiche basate sulla posizione (a partire dalla versione iOS 14, iPadOS 14 e macOS Big Sur).
Su iPhone e iPad è possibile aiutare un amico a trovare un suo dispositivo, perché c'è una apposita funzione al riguardo nella scheda "Io" che rimanda al servizio iCloud di Apple.
Nel 2021 Dov'è utilizza gli AirTag, dispositivi che tengono traccia degli oggetti personali (a partire dalla versione iOS 14.5, iPadOS 14.5 e macOS Big Sur 11.1).
Nel 2022 i pannelli dell'app Dov'è sono diventati quattro:
| Persone     | → | Per vedere i propri contatti su una mappa |
| Dispositivi | → | Per cercare un iPhone o un iPad           |
| Oggetti     | → | Per individuare un AirTag                 |
| Io          | → | Per condividere la propria posizione      |
|             |   |                                           |